# Passiflora cuspidifolia
Passiflora cuspidifolia Harms – gatunek rośliny z rodziny męczennicowatych (Passifloraceae Juss. ex Kunth in Humb.). Występuje naturalnie w Kolumbii oraz Ekwadorze.

## Morfologia
PokrójZdrewniałe, trwałe, nagie liany.
LiścieOwalnie lancetowate, rozwarte lub ostrokątne u podstawy, mniej lub bardziej skórzaste. Mają 4,9–17 cm długości oraz 2,1–6,1 cm szerokości. Całobrzegie lub lekko klapowane, z tępym lub ostrym wierzchołkiem. Ogonek nagi jest owłosiony i ma długość 7–20 mm. Przylistki są w kształcie sierpa, mają 3–5 mm długości.
KwiatyPojedyncze. Działki kielicha są liniowe, zielonożółtawo-brązowopurpurowe, mają 2–2,8 cm długości. Płatki są liniowe, różowe lub zielonożółtawe, mają 1,2–1,3 cm długości.
OwoceSą prawie jajowatego kształtu. Mają 5 cm długości i 3,5 cm średnicy.